# Owen Davis
Owen Davis (* 29. Januar 1874 in Portland, Maine; † 14. Oktober 1956 in New York City) war ein US-amerikanischer Dramatiker, der 1923 für sein Theaterstück Icebound den Pulitzer-Preis für Theater erhielt.

## Biografie
Davis begann zu Beginn des Ersten Weltkrieges mit dem Schreiben von Theaterstücken und gab 1914 mit The Wishing Ring: An Idyll of Old England sein schriftstellerisches Debüt. In schneller zeitlicher Folge erschienen mehrere weitere Dramen und Szenarien wie Lola und The Marked Woman (1914), Hearts in Exile, The Woman Next Door, The Family Cupboard, The Green Cloak, The Sentimental Lady, The Gambler of the West (alle 1915), Driftwood und Big Jim Garrity (1916), Mile-a-Minute Kendall (1918), Sinners (1920), Marry the Poor Girl (1921) sowie Blow Your Own Horn (1923).
Sein bedeutendstes Bühnenwerk Icebound (1923) wurde mit dem renommierten Pulitzer-Preis ausgezeichnet. 1923 wurde er in die American Academy of Arts and Letters gewählt.
Zu seinen weiteren Dramen gehören Ethan Frome (1926), einer Adaption des gleichnamigen Romans von Edith Wharton, sowie The Detour (1931). 1932 folgte eine Adaption von Pearl S. Bucks Roman Die gute Erde (The Good Earth) zusammen mit seinem zweiten Sohn Donald Davis. Die Uraufführung des Schauspiels fand am 18. Oktober 1933 in New York City statt mit Claude Rains und Alla Nazimova in den Hauptrollen.
Zum anderen wurde sein Theaterstück The Nervous Wreck von Walter Donaldson und Gus Kahn im Musical Whoopee! verarbeitet und am 4. Dezember 1928 im New Amsterdam Theatre in New York uraufgeführt. 1930 wurde das Musical von Thornton Freeland verfilmt.
Sein älterer Sohn war der Schauspieler Owen Davis junior, der unter anderem in dem Film Im Westen nichts Neues (1930) den Peter spielte.